# Szodómia

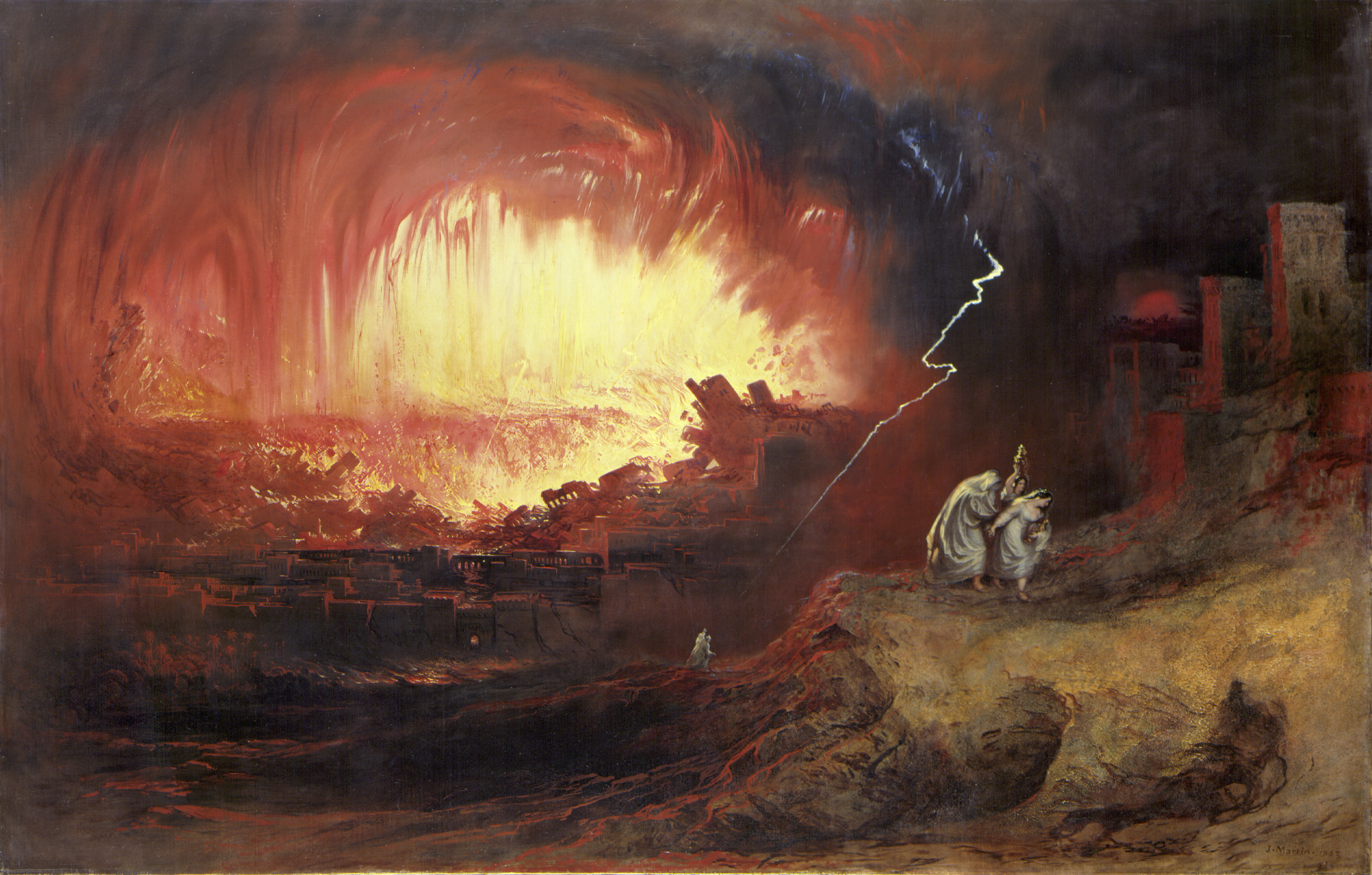
John Martin: Szodoma és Gomora

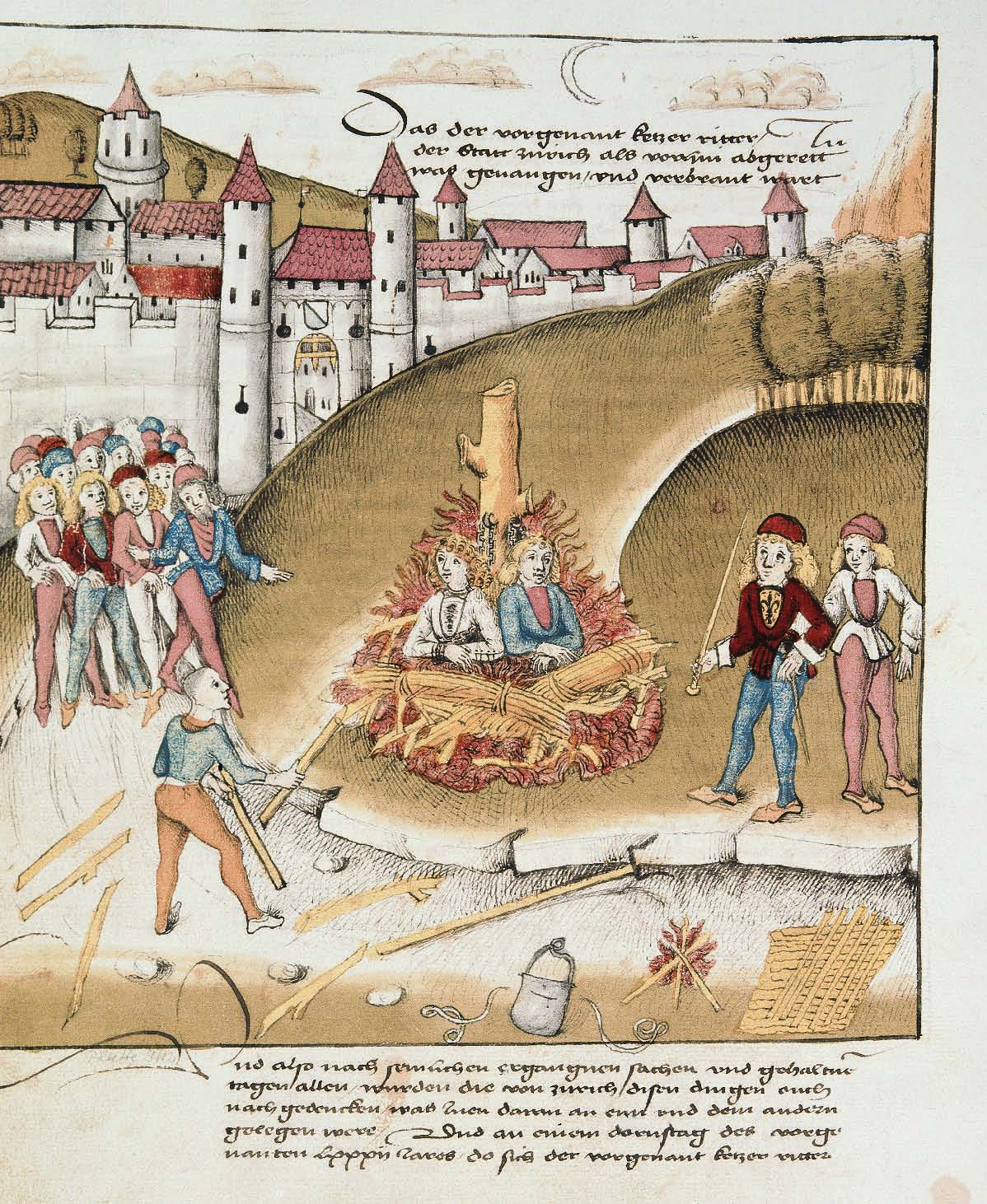
Hohenberg lovag megégetése a szolgájával együtt Zürichben szodómia miatt (1482). Hohenberget homoszexualitással vádolták, és azzal, hogy ezt eltitkolandó vízbe fojtott egy szolgát. A szodómia halálbüntetéssel járt a középkorban

A szodómia vallásos eredetű kifejezés, amellyel főként régies vallási és jogi szövegekben a 16–19. században a homoszexuális érintkezést, vagy az aktusban részt vevő személyek nemétől függetlenül létrejövő anális, orális, valamint állatokkal történő szexuális érintkezést nevezték így. Hívták fajtalanságnak is. A katolikus teológiában az égbekiáltó bűnök egyike. A kifejezés Szodoma biblia városról kapta a nevét.

## Eredete a Bibliában
Szodoma egy Bibliában szereplő város, Gomorával együtt két települést jelöl, amelyeket a bibliai történet szerint Isten az ott lakók bűnös életviteléért elítélt és elpusztított. A Biblia az alábbi leírásokat adja e városok bűneiről:
- „Ímé, ez volt a vétke Szodomának, a te öcsédnek: kevélység, eledel bősége és gondtalan békesség volt nála és leányainál, de a szűkölködőnek és szegénynek kezét nem fogta meg. És felfuvalkodának s cselekedének utálatosságot előttem, és elveszítém őket, mikor ezt megláttam.” (Ezékiel próféta könyve 16. rész 49-50. vers)
- „De a jeruzsálemi prófétákban is rútságot láttam: paráználkodnak és hazugságban járnak; sőt pártját fogják a gonoszoknak, annyira, hogy senki sem tér meg az ő gonoszságából; olyanok előttem mindnyájan, mint Szodoma, és a benne lakók, mint Gomorra.” (Jeremiás próféta könyve 23. rész 14. vers)
- Júdás Tádé apostol: „Miként Szodoma és Gomorra és a szomszédos városok, hasonlóképpen paráználkodva és más test után járva, például lettek az örök tűznek büntetését szenvedvén.”[5] (Júd 1:7)

Tágabban véve idetartozik bármely nemi tevékenység, mely nem irányul fajfenntartásra, szűken véve azonban kifejezetten a homoszexualitást ítéli el: Szodoma és Gomorra bűne, hogy lakói „más test után jártak”, ami azt jelenti, hogy természetellenes gyönyöröket kerestek az azonos neműekkel.

## Katolikus nézőpont

### Didakhé
A Didakhé, egy korai egyházi kézikönyv szerint, amely a keresztény vallási életet és -gyakorlatot taglalja, két fő út van: az élet útja és halál útja. Az élet útja a Tízparancsolatnak és Krisztusnak valamint Egyházának követését jelenti. A halál útja a bűnök ösvénye, mely olyanokat foglal magába, mint a hazugság, lopás, gyilkosság, bujaság, házasságtörés és szodómia.

### Gomorra könyve
Amikor a szodómia előfordult a társadalomban és a klerikusok soraiban is, a megsebzett emberi természet miatt (áteredő bűn), mindig súlyos vétekként, bűnként vették figyelembe. A klerikusi szodómia elleni küzdelem egyik élharcosa a középkor egyik kimagasló szentje, az egyháztanító Damiani Szent Péter volt. Ékes latinsággal írott könyvében melyet Szt IX. Leó pápának írt, és amely a Gomorra könyveként vált ismertté (Liber Gomorrhianus) elítélte a „szodomita förtelem rákfenéjét”, mely „belopózik az egyházba”.
Damiáni főként négyfajta nemi bűnt tárgyal, a kevésbé súlyostól fölfelé haladva: az önkielégítést (maszturbáció), a férfiak közötti kölcsönös önkielégítést, a combok közötti (interfemorális) közösülést (koitusz) két férfi között és az anális közösülést két férfi között. Itt az átfogó tényező nem a homoszexualitás, hanem a sterilitás (terméketlenség), hiszen a nemi tevékenység célja (télosz, cél) az utódnemzés, amely ez esetekben elvileg sem jöhet létre. Később ehhez hozzáteszi a kis- és serdülőkorúakkal való visszaélést (pedofília, hebefília), az állatokkal folytatott fajtalankodást (bestialitás), de a fogamzásgátlást is (Onán bűne, amiért őt Isten halállal sújtotta).
Damiáni hangsúlyozza, hogy mind e négy bűn szodómiának számít, mert „a természet ellen vannak… valaki akár magát, akár másokat szennyez be bármilyen módon… kétségtelenül el kell ítélni a Szodoma bűnének elkövetése miatt”.
Az állatokkal és férfiakkal közösülés, ill, két férfi között bármilyen nemi tevékenység büntetését illetőleg Damiáni az ancyrai zsinat döntéseit tartja mérvadónak. A világiaknak (laikusok) 25 év nyilvános vezeklés, további 5 év szentségektől (gyónás, áldozás) való eltiltás. Valamint a templomban az ördögtől megszállottakkal kell közösen imádkozniuk (külön egy arra kijelölt helyen), jelezve azt, hogy e két állapot, a szodómia és az ördögi megszállottság között nagy mértékű egyezés van; a szodómia bűne felfogható egyfajta ördögi megszállottságnak. „A szent atyák tehát éberségből rendelték el hogy a szodomiták az ördöngősökkel imádkozzanak együtt, mert nem kételkedtek abban, hogy ugyanaz a gonosz lélek szállotta meg őket.”
Ami a klerikusokat, papok vagy szerzetesek, illeti: 

„Az a klerikus vagy szerzetes, aki serdülő fiúkat vagy gyerekeket zaklat, vagy akit csókon vagy más illetlen cselekedeten kapnak rajta, korbácsolják meg nyilvánosan, veszítse el tonzúráját, borotválják kopaszra és szégyenszemre rabláncra verve büntessék hat hónapos elzárásra, minden héten három nap pedig napnyugtáig árpakenyéren böjtöljön. Ezután további hat hónapig elkülönítve cellájában tartózkodjék egy idősebb lelkivezető gondjaira bízva, foglalkozzék kétkezi munkával és imádsággal, virrasztások és könyörgések közepette, és mindig két lelki testvére felügyelete alatt sétáljon, semmilyen ferde beszéddel vagy célzással többé nem kezdeményezve viszonyt fiatalkorúakkal.”

Az árpakenyéren böjtölés azért van, mert „aki ló vagy öszvér módjára viselkedik, az ne emberi étket egyék, hanem az állatok takarmányával etessék.”
Idézi még Szent Sziriciusz pápát, hogy a szodómia bűnébe esett laikusok nem lehetnek soha klerikusok, „hiszen ha meg is szabadult a bűn minden szennyétől, aki előzőleg már a bűnök edényévé vált, az nem veheti kezébe a szentségek kiszolgáltatásának eszközeit”.
Damiáni Jeremiás prófétát idézi (Siralmak 4,5) majd hozzáfűzi, hogy a szodómiába esett bűnös eltévelyedése meghaladja a szodomaiak bűnét, mert rendelkezésére áll az evangélium és az isteni törvény ismerete, ami a szodomaiaknak nem állt rendelkezésére.

### Isteni színjáték

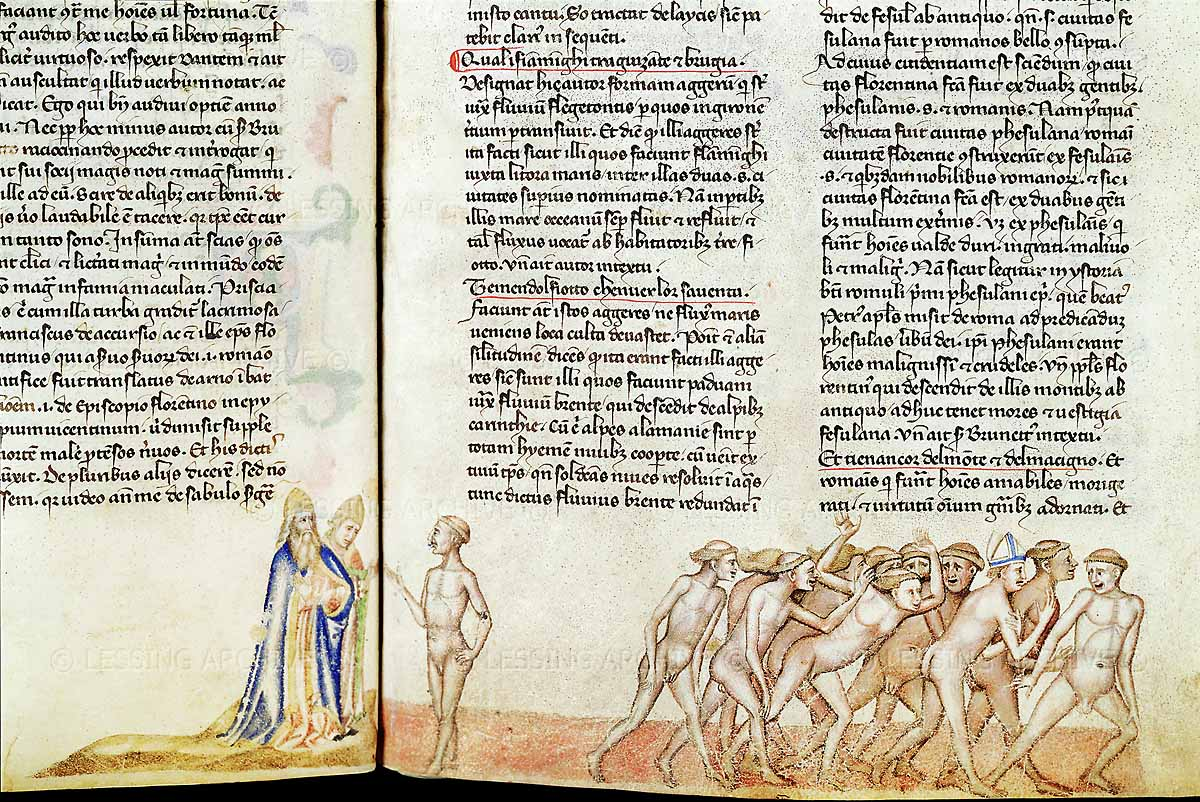
Dante és Vergilius a pokolban a szodomitákkal, Guido da Pisa kommentárja a Commediához, 1345 körül

Dante az Isteni színjátékban - mely a korabeli társadalmi gondolkodás hű tükörképe - a pokol ugyanazon körébe helyezi a szodomitákat, az uzsorásokat és az istengyalázókat.
Az ember rendes célja, természet szerinti célja a nyelvvel (=beszéd) az Isten dicsérete és dicsőítése, az istengyalázás ezzel él vissza. Az ember rendes célja a nemiséggel a gyermekáldás ("szaporodjatok és sokasodjatok"), a szodómia ezzel él vissza. Az ember rendes célja a pénzzel hogy csereközvetítő legyen, az uzsora ezzel él vissza, hogy értéket (önmagában vett értéket) csinál belőle.
Mindhárom bűn ugyanazt a deviáns jegyet viseli magán, hogy a rendes, természetes célt torzítja el, és ettől lesznek természetellenesek: az istengyalázók a nyelv doxológiai (istendicsőítő) célját torzítják el, a szodomiták a nemiség reproduktív célját torzítják el, az uzsorások pedig a pénz csereközvetítő célját torzítják el. Mindhárom filozófiailag kifejezve autotelikus (öncélú, önmagára irányuló). Aminek hiányzik a rendes célja, abból hiányzik az értelem is (vagyis értelmetlen).
Dante művében mindhárom bűn elkövetőit izzó homok perzseli alulról, miközben tüzes eső hullik rájuk felülről.

### Shakespeare
Az szodómia és uzsora kapcsolata Shakespeare munkásságában is megjelenik, jelezve, hogy ez a kapcsolat a középkorban is, a reneszánszban is széles körben ismert volt.